# (715) Transvaalia
(715) Transvaalia és un asteroide que es troba al cinturó d'asteroides descobert el 22 d'abril de 1911 per Harry Edwin Wood des de l'observatori Union de Johannesburg, República Sudafricana.

## Designació i nom
Transvaalia es va designar al principi com 1911 LX.
Posteriorment va ser nomenat per l'antiga província sudaficana de Transvaal.

## Característiques orbitals
Transvaalia orbita a una distància mitjana del Sol de 2,767 ua, podent apropar-se fins a 2,537 ua. Té una excentricitat de 0,08341 i una inclinació orbital de 13,8°. Empra 1682 dies a completar una òrbita al voltant del Sol.